# Mont-Dol
Mont-Dol (tiếng Breton: Menez-Dol, Gallo: Mont-Dou) là một xã của tỉnh Ille-et-Vilaine, thuộc vùng Bretagne, miền tây bắc nước Pháp.

## Dân số
Người dân ở Mont-Dol được gọi là Mont-Dolois.
| Năm | 1962 | 1968 | 1975 | 1982 | 1990 | 1999 |
| --- | ---- | ---- | ---- | ---- | ---- | ---- |
| Dân số | 1099 | 1105 | 1060 | 1046 | 1111 | 1095 |
| From the year 1962 on: No double counting—residents of multiple communes (e.g. students and military personnel) are counted only once. |      |      |      |      |      |      |